# 马特乌斯·普西内利·德·阿尔梅达
马特乌斯·普西内利·德·阿尔梅达（葡萄牙語：Matheus Pucinelli de Almeida；2000年4月1日—）是一位巴西男職業網球運動員，單打世界最高排名為241，雙打世界最高排名為363，曾贏得2019年法國網球公開賽男子青年組雙打冠軍。

## 職業生涯
普西内利·德·阿尔梅达在2021年9月的台維斯盃對黎巴嫩，首次代表巴西出賽並取勝，使巴西隊以4-0出線，能參加2022年台維斯盃晉級賽 。
他在2022年智利公開賽成功透過資格賽勝出，晉身參加會內賽，是他首次參加ATP巡迴賽會內賽賽事。

## 青年組大滿貫決賽

### 雙打：1 （1冠）
| 賽果 | 年份 | 賽事 | 地面 | 拍擋                   | 對手                              | 比分          |
| ---- | ---- | ---- | ---- | ---------------------- | --------------------------------- | ------------- |
| 冠軍 | 2019 | 法國 | 泥地 | 蒂亚戈·阿古斯丁·蒂兰特 | 弗拉维奥·科博利 多米尼克·施特里克 | 7–6(7–3), 6–4 |

## 外部連結
- 马特乌斯·普西内利·德·阿尔梅达（英文/西班牙文）的官方資料